# مقاطعة روسكومون (ميشيغان)
مقاطعة روسكومون هي مقاطعة في ميشيغان، بلغ عدد سكانها 24٬449  نسمة، في 2010، عاصمتها روسكومون، تبلغ مساحتها 1٬502 كيلومتر مربع.

## الموقع
تشترك في الحدود مع:
- مقاطعة كروفورد (ميشيغان)
- مقاطعة كلير.

## التقسيمات الإدارية
- روسكومون.